# Restaurant Eaton Le 9e
Le Restaurant Eaton (connu sous le nom de Le 9e) est un restaurant de style Art déco situé au 9e étage de l'ancien magasin Eaton au centre-ville de Montréal, Québec, Canada.
Après la faillite d'Eaton, le restaurant est fermé le 14 octobre 1999. Laissé vacant, le restaurant ainsi que son mobilier ont été classés immeuble patrimonial le 24 août 2000 après une demande de classement d'Héritage Montréal,.
En mars 2023, il est annoncé que le restaurant va rouvrir à la fin de l'année 2023.
Le 20 avril 2024, le restaurant rénové est dévoilé aux médias, avec une ouverture au public prévue le 17 mai.

## Histoire
En 1925, la chaine de magasins canadienne fondée en 1869 par Timothy Eaton (1837-1907), achète l'édifice du grand magasin de luxe  Goodwin situé au 677 de la rue Sainte-Catherine Ouest et confie à l'agence Ross et Macdonald la transformation et l'agrandissement progressif qui passe de trois à 6 étages en 1927 puis à 9 étages en 1931. Le 26 janvier 1931, Lady Eaton, veuve de Sir John Craig Eaton, le fils de Timothy Eaton et héritier de la chaîne de magasins, ouvre le grand restaurant du 9e étage.

## Description
Le restaurant, conçu par l'architecte Jacques Carlu (1890-1976), est accessible par un foyer qui a vocation de salon de thé. La salle à manger est constituée d'une vaste nef soutenue par des piliers et éclairée de verrières aux angles arrondis. Des fontaines sont installées aux deux extrémités de la salle et surmontées de peintures murales (Dans un parc et Amazones) réalisées par la peintre et muraliste Anne Carlu (1895-1972), épouse de l'architecte. Les hauts reliefs sont l'oeuvre des sculpteurs français Denis Gélin (1896-1979) et Alfred Alphonse Bottiau (1889-1951) .
En 1981, le restaurant fait l'objet d'un rajeunissement dans l'esprit de l'aménagement initial.

## Cinéma
En 1998, un film réalisé par Catherine Martin, Les Dames du 9e, évoque la tradition liée au restaurant et rend hommage aux femmes qui y travaillent depuis de nombreuses années.

## Galerie

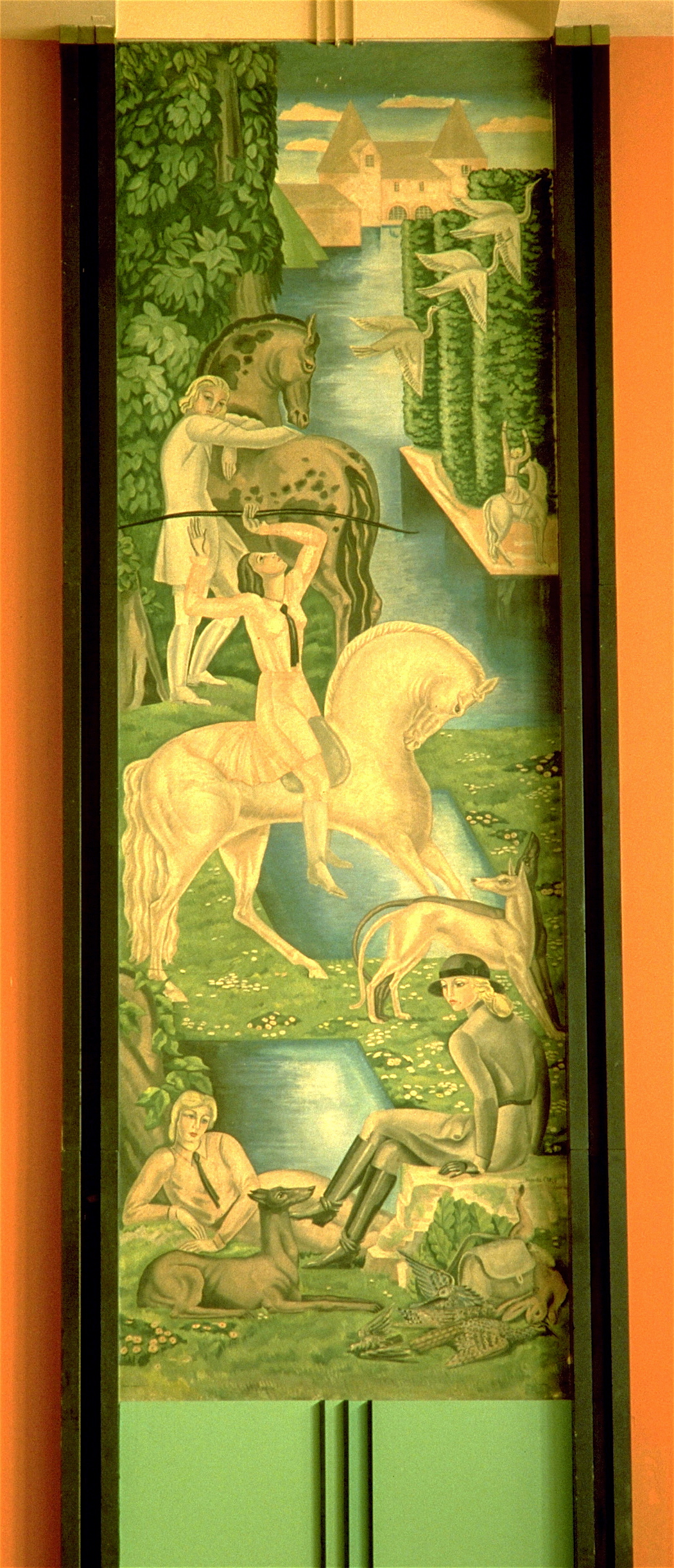
Murale de Natasha Carlu, Amazones.
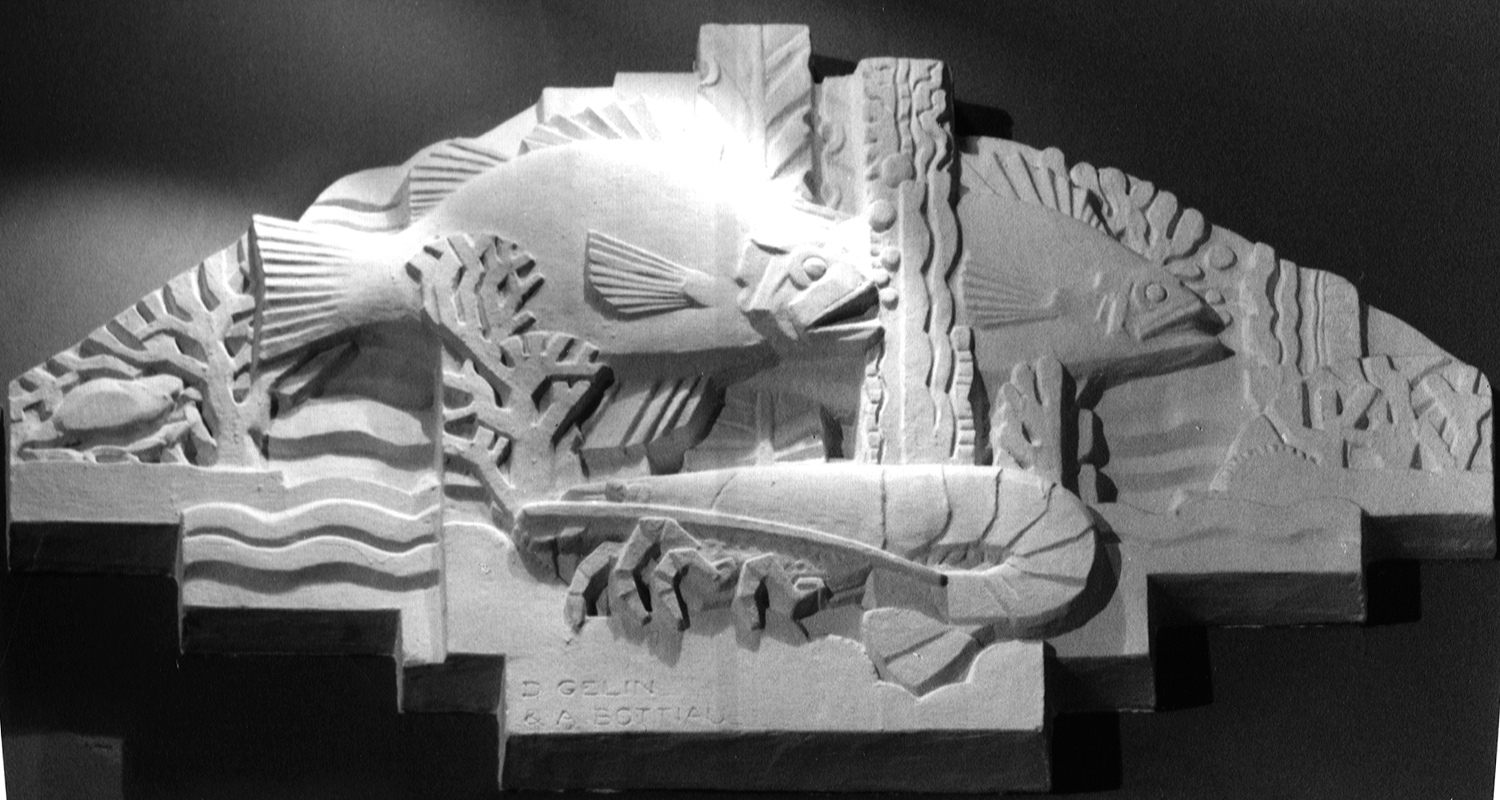
Bas-relief de Denis Gélin
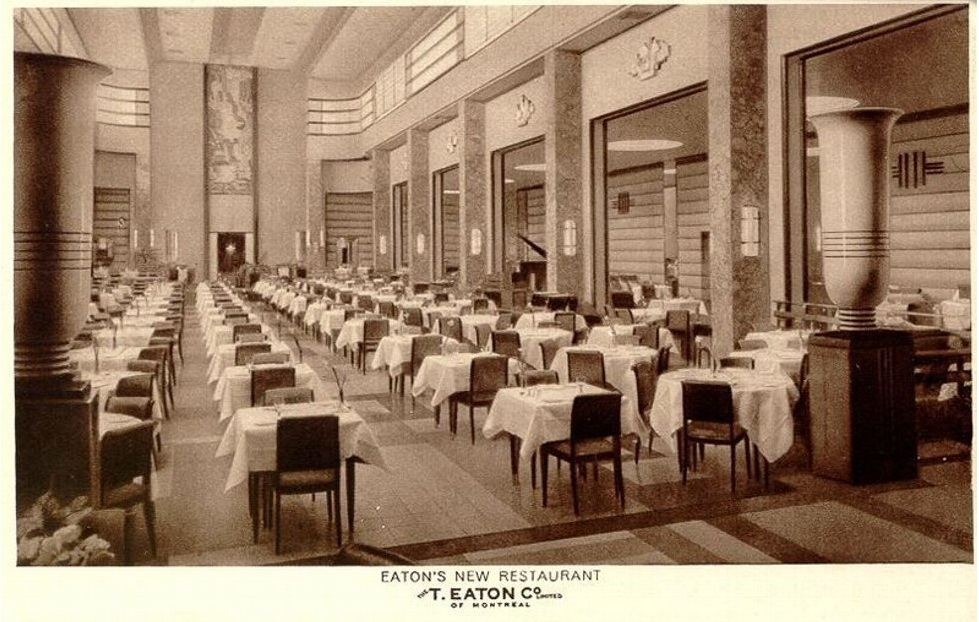
Carte postale du restaurant en 1931
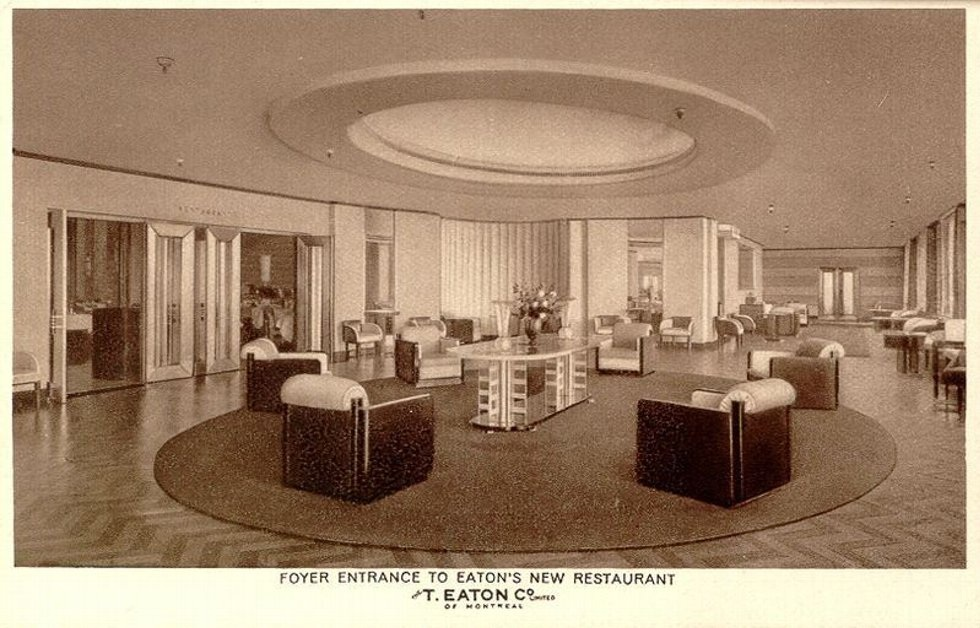
Le foyer à l'entrée du restaurant